# عسل‌خوار سیاه پاپوآ
عسل‌خوار سیاه پاپوآ (نام علمی: Myzomela nigrita) نام یک گونه از سرده عسل‌خوارهای کوتوله است.